# Stadtkirche Strehla

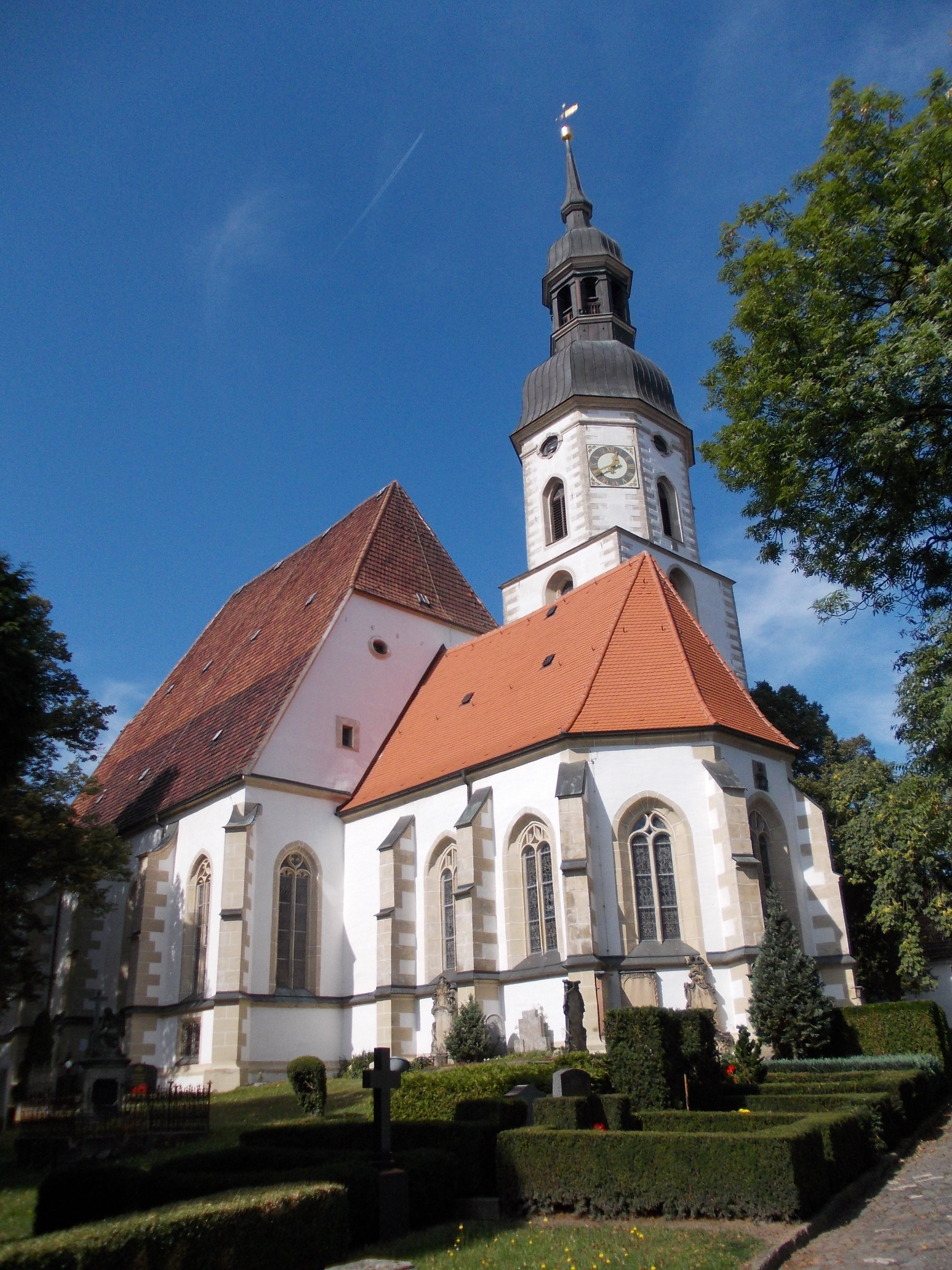
Stadtkirche Strehla

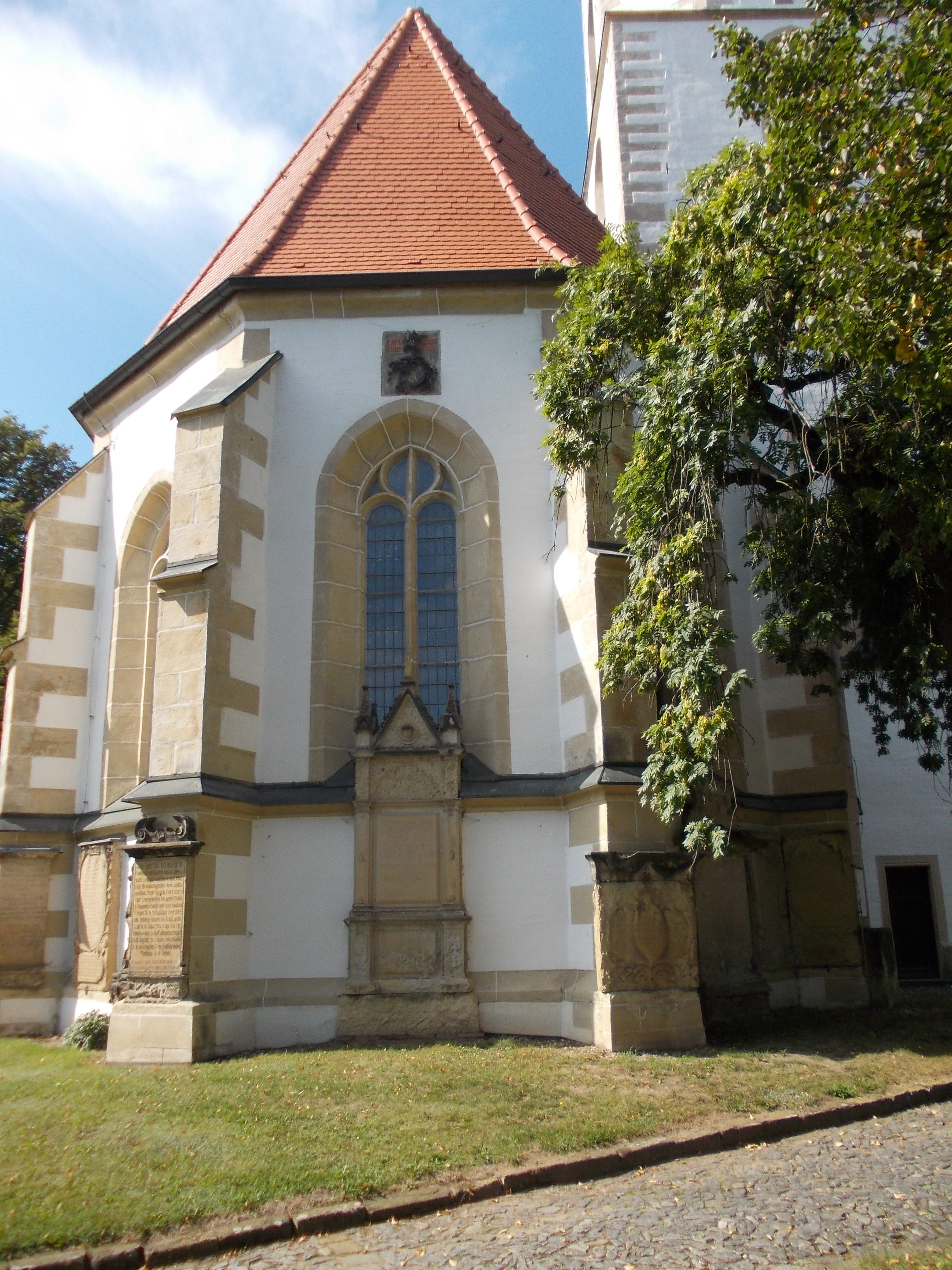
Ansicht von Osten

Die evangelische Stadtkirche Strehla ist eine spätgotische Kirche in Strehla im Landkreis Meißen in Sachsen. Sie gehört zur Kirchengemeinde Strehla im Kirchenbezirk Meißen-Großenhain der Evangelisch-Lutherischen Landeskirche Sachsens und wurde in der frühen Neuzeit reich mit Altar, Kanzel und Grabmälern ausgestattet.

## Geschichte und Architektur
Die ältesten Bauteile der Stadtkirche Strehla sind die Fundamente des Turms und gehen auf das 12. Jahrhundert zurück. Die erste urkundliche Erwähnung der Kirche erfolgte 1238. Die Sakristei entstand zum Beginn des 15. Jahrhunderts, während der Chor mit Fünfachtelschluss auf das Ende des 15. Jahrhunderts datiert wird. Das aus verputztem Bruchsteinmauerwerk errichtete Langhaus war als dreischiffige, vierjochige Hallenkirche angelegt, wurde jedoch nicht mehr eingewölbt und erhielt wie der Chor eine Flachdecke.

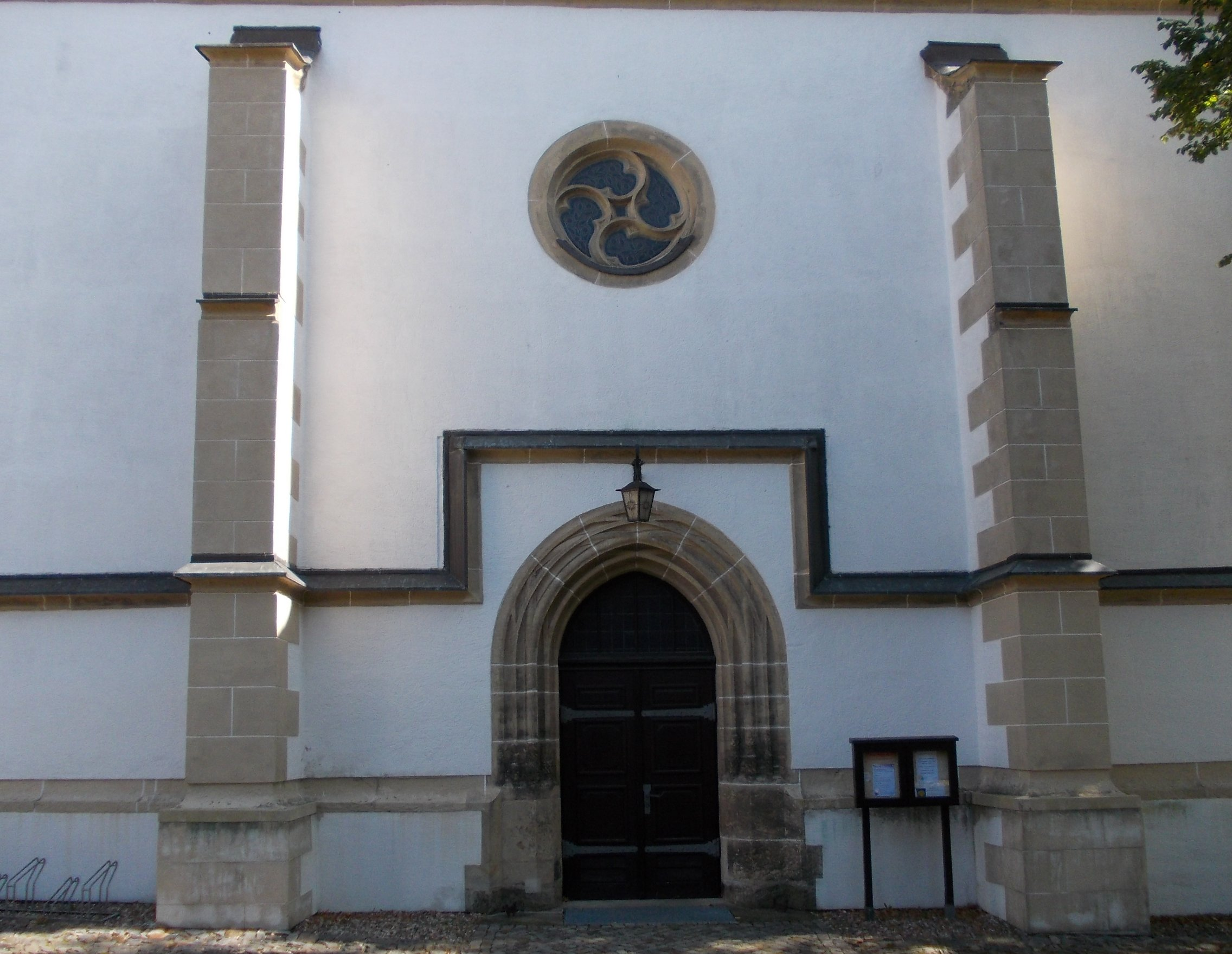
Westportal mit Fensterrose

Langhaus und Chor werden von Spitzbogenfenstern erhellt, die Maßwerkformen der spätesten Gotik zeigen. Über dem Westportal findet sich eine Fensterrose mit Fischblasenmaßwerk. Der Turm mit quadratischem Grundriss steht in der nordöstlichen Ecke von Langhaus und Chor; das obere Geschoss ist achteckig und trägt eine geschweifte Haube mit Laterne des 17. Jahrhunderts als Abschluss. Portale in spätgotischen Formen erschließen die Kirche von Westen, von Norden und von Süden. Das Langhaus wurde mit einem steilen Satteldach mit Krüppelwalmen eingedeckt.
Restaurierungen fanden in den Jahren 1858, 1909, 1958 und 1991–2003 statt; die Restaurierung von 1909 erfolgte durch Woldemar Kandler und erstreckte sich auf das Innere und das Äußere, während die Restaurierung im Jahr 1958 durch Helmar Helas vorgenommen wurde. Die letzte Restaurierung umfasste die Erneuerung des Außenputzes, eine Schwammsanierung und Dachdecker- und Zimmererarbeiten.

## Ausstattung
Die ältere Ausstattung ist eine Stiftung der Familie von Pflugk. Das Altarretabel mit seitlichen Durchgängen ist ein Werk Hans Dittrichs des Älteren aus dem Jahr 1605. Es zeigt ein Relief des Abendmahls in der Predella, im Mittelfeld eine Darstellung der Auferstehung Christi, an den Seiten die Kreuzigung und Grablegung und als oberen Abschluss die Darstellung der Himmelfahrt. Auf den seitlichen Balken sind die lebensgroßen Figuren des Stifters Otto von Pflugk († 1591) und zweier Familienmitglieder angebracht; diese Art der Darstellung ist durch die die Bronzefiguren von Carlo di Cesare del Palagio in der Begräbniskapelle des Freiberger Doms beeinflusst.
Die Kanzel aus dem dafür selten verwendeten glasierten Ton wurde von Melchior Tatzen geschaffen und ist auf das Jahr 1565 datiert. Sie zeigt Moses als lebensgroße Stützfigur, am Treppenaufgang die die Darstellungen der Erschaffung des Menschen, den Sündenfall, die Opferung Isaaks, Hiob im Elend und die Anbetung der Könige. Am Korb sind Darstellungen des Jüngsten Gerichts, der Bekehrung des Saulus, der Kreuzigung und Auferstehung sowie der Himmelfahrt Christi zu finden.
Die Orgel der Firma Jehmlich wurde 1909 geschaffen und später in der Disposition verändert. Sie hat 24 Register auf zwei Manualen und Pedal.
Der Taufstein und die Glasmalereien wurden bei der Restaurierung von 1909 hinzugefügt.
Mehrere Grabmäler und Epitaphien des 15. bis 17. Jahrhunderts sind zu erwähnen. Besonders kunstvoll ist die rundplastische Figur des Hans von Beschwitz († 1496). Darüber hinaus finden sich zahlreiche Grabmäler der Familie Pflugk, unter anderem für Otto Pflugk († 1568) mit einem von dorischer Ordnung gerahmtem Hochrelief mit Kruzifix und dem anbetenden Verstorbenen, darüber Aufsatz mit Auferstehungsrelief und den Statuen der Liebe und des Glaubens, von Hans Köhler dem Älteren aus Meißen. Weiter zu nennen ist das Grabmal der Margarethe Pflugk († 1573), ein altarähnlicher Aufbau mit der im Gebet knienden Verstorbenen, um 1575. Das Grabdenkmal ihres Gatten Hans Pflugk, bezeichnet 1618, von Georg Schröter aus Torgau ist in gleicher Art aufgebaut.

## Geläut
Das Geläut besteht aus drei Bronzeglocken, der Glockenstuhl ist aus Eichenholz gefertigt. Im Folgenden eine Datenübersicht des Geläutes:
| Nr. | Gussdatum | Gießer                     | Durchmesser | Masse   | Schlagton |
| --- | --------- | -------------------------- | ----------- | ------- | --------- |
| 1   | 1865      | Glockengießerei J.G. Große | 1447 mm     | 1678 kg | cis′      |
| 2   | 1995      | Glockengießerei A. Bachert | 1174 mm     | 922 kg  | e′        |
| 3   | 1865      | Glockengießerei J.G. Große | 956 mm      | 448 kg  | gis′      |